# Rebecca Hornová
Rebecca Hornová (24. března 1944 Michelstadt – 6. září 2024) byla německá sochařka, vizuální umělkyně a filmařka. Její tvorba se často pohybuje v pomezí různých uměleckých disciplín a zahrnuje instalace, performance, body art, kinetické objekty, poetické texty, film a kresbu. Zpracovává v nich osobní pocity a klíčové zážitky z dětství i aktuální biografické, politické a historické události.

## Život
Rebecca Hornová se narodila během druhé světové války 24. března 1944 v německém Michelstadtu. Od útlého dětství se chtěla stát umělkyní, její rumunská chůva ji učila kreslit. Po dlouhém pobytu v různých internátních školách ji rodiče poslali studovat ekonomii, aby mohla převzít textilní továrnu, která byla v rodině po několik generací. Po šesti měsících však studium přerušila a v roce 1963, zpočátku bez vědomí rodičů, začala studovat filozofii a umění na vysoké škole výtvarného umění v Hamburku.   Pro její umělecké zaměření měla zásadní význam literární díla Jeana Geneta, Raymonda Roussela, Johanna Valentina Andreaeho, Franze Kafky, ale také filmy Luise Buñuela a Piera Paola Pasoliniho.
Začala tvořit velké sochy převážně z laminátu a polyesteru. V roce 1964 vážně onemocněla, když se při práci ve své neodvětrávané dílně a bez respirátoru nadýchala toxických výparů. Spolu se dvěma spolužáky utrpěla těžkou otravu plic. Dlouhou dobu strávila v nemocnici a další rok se léčila v sanatoriu. Během této doby jí zemřeli oba rodiče. Tyto události hluboce ovlivnily její umělecký vývoj.

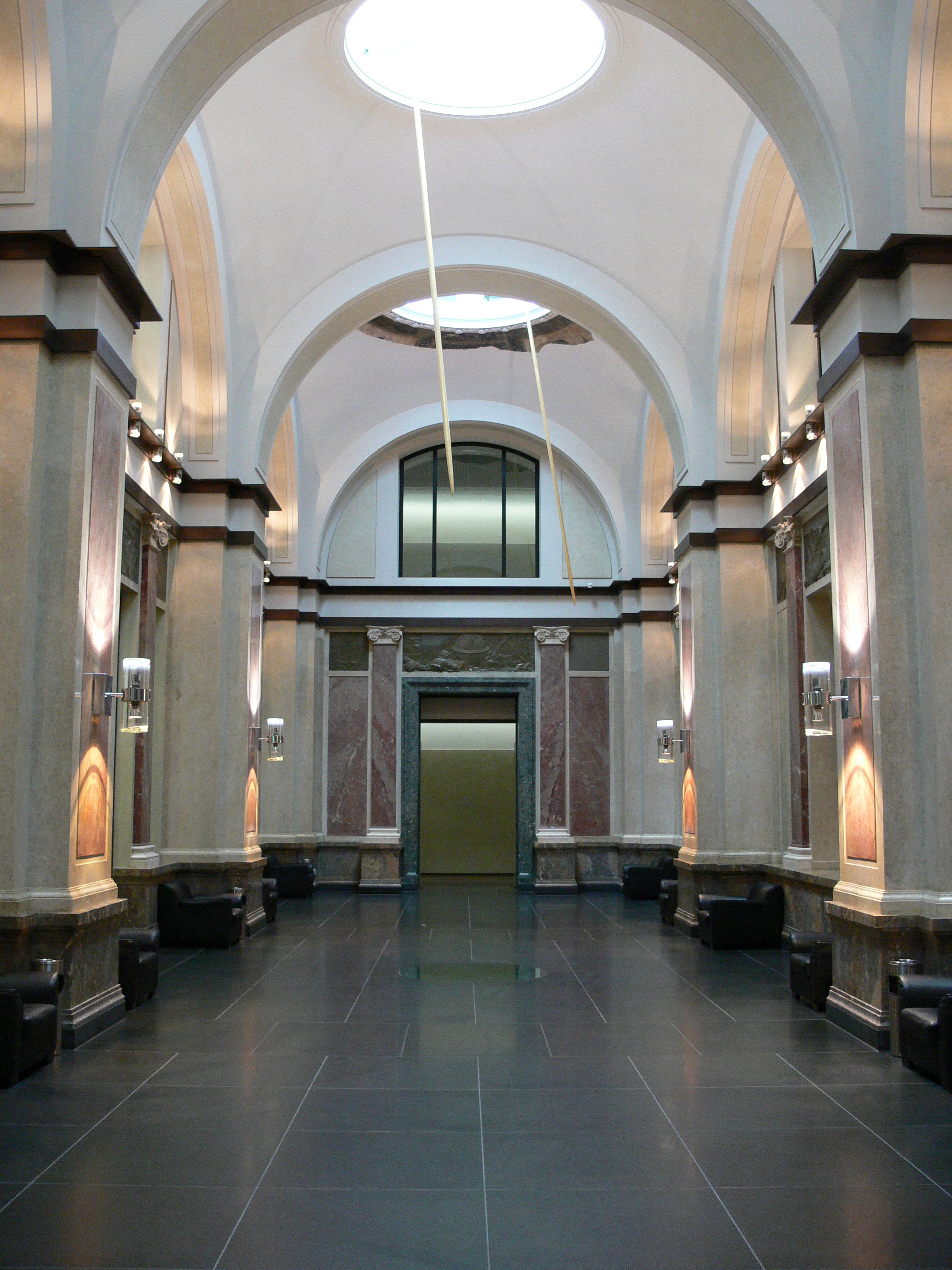
Foyer Spolkového sněmu v Berlíně s instalací Rebeccy Hornové Tři grácie

Studium dokončila v roce 1969 a následující rok strávila v Londýně, když získala stipendium německé akademické výměnné služby DAAD na Saint Martins College of Art.
Od začátku 70. let 20. století Rebecca Hornová tvořila sochy, instalace, performance a audiovizuální díla. V roce 1972 byla nejmladší umělkyní zúčastněnou na výstavě Documenta 5.   Od roku 1972 žila v umělecké čtvrti SoHo v New Yorku na Manhattanu, kde v opuštěných a prázdných továrních halách protagonisté hnutí Fluxus a experimentální filmové scény pořádali svá setkání se čtením poezie, happeningy, performancemi. V roce 1974 vyučovala na umělecké fakultě Kalifornské univerzity v San Diegu. Mezi Berlínem a New Yorkem strávila téměř deset let. Do Evropy se vrátila na počátku roku 1981 a vytvořila velké množství mechanických soch, které měly vyvolat u diváků znepokojující pocity.
V roce 1984 byla zastoupena na skupinové výstavě Odsud – dva měsíce nového německého umění v Düsseldorfu.
V roce 1989 začala učit na Vysoké umělecké škole (Hochschule der Künste) v Berlíně.  Hornová několikrát vystavovala na Documenta v Kasselu a byla oceněna významnými uměleckými cenami. V roce 1992 se stala první ženou, která nosila Goslarský císařský prsten. V roce 1993 se Hornová měla jako první žena samostatnou výstavu v Guggenheimově muzeu v New Yorku. Od roku 1993 je členkou Akademie umění v Berlíně. Od přestěhování instituce a znovuotevření budovy Spolkové rady v pruském zámku v Berlíně-Mitte v září 2000 se ve třech světelných kupolích vestibulu budovy nachází její prostorová instalace Tři grácie (matná zlatá pohyblivá kopí). 
Hornová žije a pracuje v Paříži a Berlíně. Jejím životním partnerem je obchodník s uměním Thimothy Baum, mají spolu syna.  V roce 2001 vydala knihu s názvem Všechny tyto černé dny (All these Black Days), emotivní a poetický soubor textů o osobních pocitech. Ve svém filmu Cesta za zrcadlem Měsíce (Moon Mirror Journey) z roku 2011 se ohlíží za nejvýznamnějšími díly, která vytvořila během předchozích 25 let.
Rebecca Hornová je nositelkou Velkého kříže za zásluhy s hvězdou Řádu za zásluhy Spolkové republiky Německo (2019), řádu Pour le Mérite (2016) a rakouského čestného vyznamenání za vědu a umění (2012). V roce 2010 jí byla udělena prestižní umělecká cena Praemium Imperiale založená z podnětu japonské císařské rodiny.

## Dílo
V první fázi své tvorby Hornová prováděla různé experimenty s prodlužováním lidského těla, zkoumala rovnováhu mezi tělem a vnějším prostředím. Vizualizovala vlastní trauma po otravě plic a její díla se stala šiframi pro řešení některých nejobtížnějších a nejuniverzálnějších zážitků fyzické i emocionální bolesti. Když se vrátila do práce po své izolaci, byla fascinována lidským tělem a tím, co dokáže. Zjistila, že přemýšlí v pojmech „obrazy uvěznění – kokony, zavinování, otroctví, protézy“. Ke své tvorbě používala pouze lehčí a převážně organické materiály, jako je bavlna, obvazy a zejména peří. 
Prodlužování paží (Arm Extensions, 1968) bylo její první prodloužení těla, o kterém řekla, že změnilo nositele "na pozemský objekt".  Jednou z jejích nejznámějších prací je nositelná socha Jednorožec (Einhorn), kterou představila na Documentě v roce 1972 a později i ve filmu. Mladá žena jednoho letního rána prochází polem a lesem jen s bílým rohem připevněným k hlavě jako prodloužení jejího těla pomocí řady horizontálních a vertikálních látkových popruhů, které vedou od hlavy, ke krku a dolů po nahém těle. Pencil Mask je další prodlužovací kus těla, který se skládá ze šesti vodorovných a tří vertikálních popruhů. V místě, kde se popruhy protínají, byla připojena tužka. Při pohybu obličeje zanechává tužka na blízké zdi značky. V dalších dílech z tohoto období se zaměřila na zkoumání citlivosti ruky a prstů, které prodlužovala různými nástavci: Finger Gloves, Feather Fingers nebo Berlínská cvičení. Peří je hlavním materiálem jejích soch Cockfeather (1971), Cockfeather Mask (1973), Cockatoo Mask (1973) a Paradise Widow (1975).
Točila filmy a tvořila své první mechanické skulptury.   Roku 1978 vznikl její první hraný film Osamělý tanečník. V pozdějších prostorových kompozicích nahradila lidské tělo minimalistickými kinetickými sochami. Po fyzickém zážitku z jejích vystoupení s prodlužováním těla, maskami a předměty z peří ze 70. let přišly první kinetické sochy v jejích filmech, jako je The Feathered Prison Fan v Der Eintänzer (1978) nebo The Paacock Machine v La Ferdinanda (1990). Postavy, které se objevují v těchto filmech, symbolizují lidi, kteří navštívili ateliér umělkyně v její představivosti.
Pro své kinetické sochy využívá jak nalezené předměty, tak vlastní výrobky – housle, kufry, obušky, žebříky, klavíry, metronomy, péřové vějíře, kovová kladiva, vodní lázně, velké trychtýře. Zbavuje je jejich materiální podstaty a převádí do neustálé transformace. Její nová díla vymezují a protínají prostory s odrazy zrcadel, světla a hudby. Nabízejí tak divákovi možnost asociovat mytické obrazy a vytvářet kulturně historické, literární a intelektuální odkazy. Příkladem je dílo Koncert pro anarchii (1990), klavírní křídlo zavěšené vysoko nad hlavami diváků, které se v pravidelných intervalech otevírá a ukazuje vnitřní uspořádání i různě do prostoru trčící klávesy.
Spolupracovala mimo jiné s Jannisem Kounellisem, klíčovou postavou hnutí Arte Povera a natočila řadu filmových projektů, včetně celovečerních filmů La Ferdinanda: Sonáta pro Medicejskou vilu (1982) a Busterova ložnice (1990), v němž vyjádřila svůj obdiv k americkému komikovi Keatonovi. Mnoho klíčových děl Rebeccy Hornové slouží jako analogie pro její vlastní život a obecněji jako alegorie tvůrčího procesu.

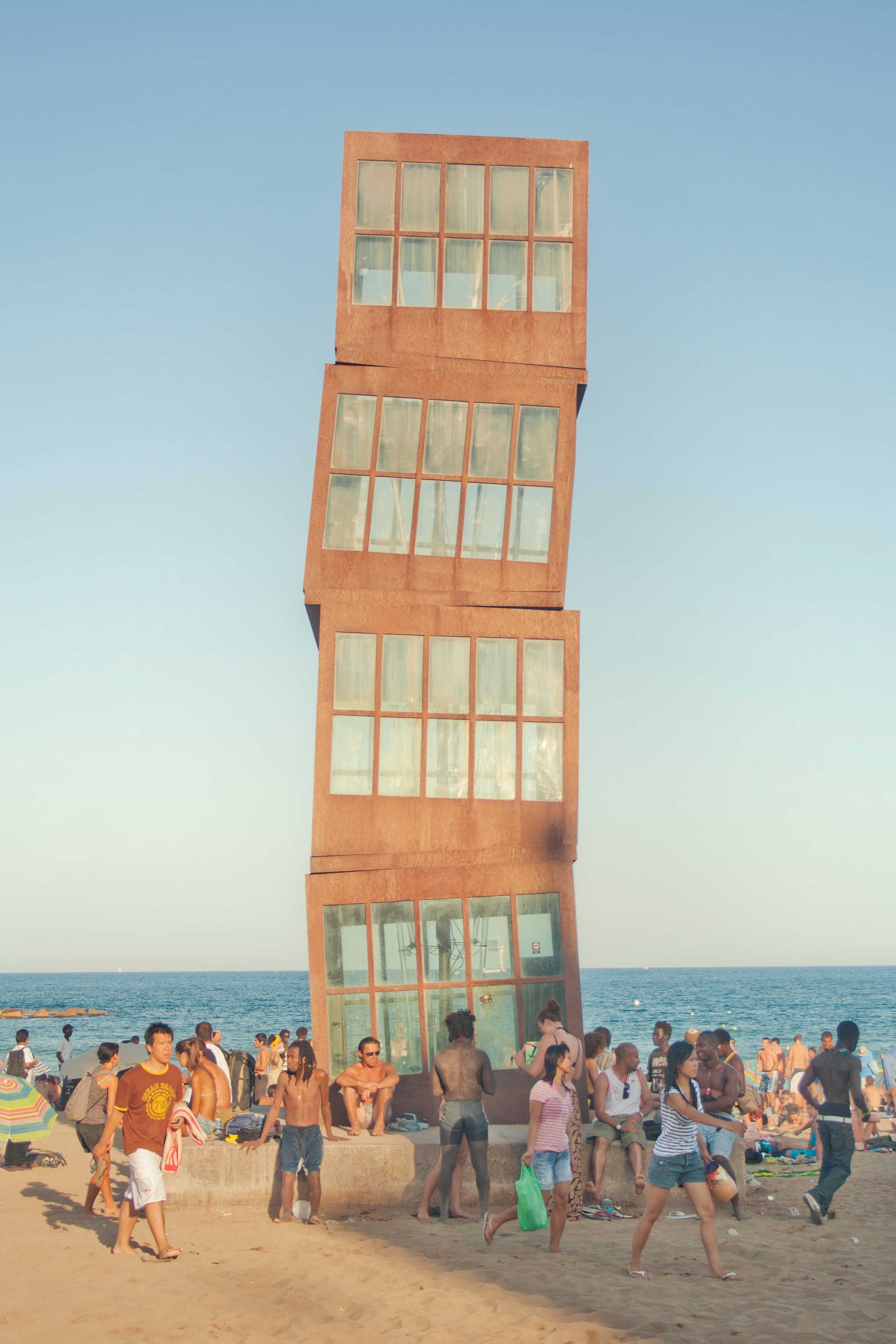
Rebecca Hornová: L’Estel ferit (1992, Barcelona)

Na přelomu osmdesátých a devadesátých let Hornová vytvořila řadu významných děl, které přímo reagovaly na místa prodchnutá velkým společenským a politickým významem. Tyto události byly spojeny s velmi citlivými místy, kde byly spáchány strašlivé válečné zločiny. Byla přesvědčena, že umělci mají ve společnosti důležitou politickou roli. Svou sochou Opačný koncert (The Opposite Concert), která byla roku 1987 instalována v prostorách bývalé věznice gestapa Zwinger v Münsteru, přispěla k obnovení zájmu veřejnosti o historii této zničené budovy a zřízení památníku nacistického násilí. Hornová instalovala na stěny bývalé pevnosti celkem 42 kovových kladívek, která pravidelně spouštějí tikající zvuk, což spolu s nastavenými věčnými světly vytváří tíživou atmosféru. Uvnitř voda pravidelně kape z trychtýře a padá dvanáct metrů hluboko do nádrže. Sochu doplňují malé detaily, například vejce držená dvěma špičatými kovovými jehlami vyrůstajícími ze stropu nebo podlahy. Další díla ukazující na hrůzné činy z období třetí říše byla instalována ve Výmaru v prostorách bývalé tramvajové vozovny pod názvem Koncert pro Buchenwald (1999) a v opuštěné synagoze v Kolíně nad Rýnem Zrcadlo noci (Mirror of the Night, 1998). Ve Vídni postavila Věž bezejmenných (Tower of the Nameless,1994), pomník uprchlíkům z balkánských států během války v bývalé Jugoslávii. Má podobu věže s žebříky a mechanicky hrajícími houslemi a je pojmenován po malém hřbitově za Vídní, kde jsou uložena neidentifikovaná těla utonulých.
Prostorové a světelné instalace High Moon (1991) v New Yorku, El Rio de la Luna (1992) v Barceloně, Moon Mirror ve starém klášterním kostele na Mallorce (2003), pracují s energií, která vyplňuje dané místo a otevírá nové dimenze. Každá nová instalace je krokem k úplnému prolomení hranic prostoru a času. Patří sem i venkovní instalace Spiriti di Madreperla (2002) na největším italském městském náměstí Piazza del Plebiscito v Neapoli nebo dílo Light Imprisoned in the Belly of the Whale (2002), doprovázené vokálními a instrumentálními kompozicemi Haydena Chisholma. Zasněná padající hvězda (L’Estel ferit, 1992) je masivní desetimetrová instalace na břehu moře v Barceloně představuje hvězdu, která spadla z nebe. Se svými velkými okny připomíná také opuštěnou kácející se věž nebo čtyřposchoďový dům. Čtyři krychle z oceli a skla jsou naskládány na sebe a zdánlivě náhodně natočeny. Vystupují z betonových základů položených v písku. Místní obyvatelé jí dali přezdívku Kostky. 

## Samostatné výstavy – výběr
- 2024 Haus der Kunst, Mnichov[2]
- 2019 Museum Tinguely v Basileji a Centre Pompidou-Metz: Körperphantasien
- 2010 Centro Cultural Banco do Brasil v Rio de Janeiru a São Paulu, Brazílie
- 2009 Muzeum současného umění, Tokio
- 2006 Martin-Gropius-Bau, Berlín: Retrospektiva
- 2005 Hayward Gallery Londýn
- 1994 Národní galerie, Berlín
- 1994 Tate Gallery, Londýn: Retrospektiva
- 1993 Guggenheimovo muzeum, New York
- 1981 Staatliche Kunsthalle Baden-Baden: La Ferdinanda – Sonate für eine Medici-Villa
- 1973 Galerie René Block, Berlin: Körperraum